# European Film Awards 1988
La 1ª edizione della cerimonia di premiazione dei European Film Awards si è tenuta il 26 novembre 1988 al Theater des Westens di Berlino Ovest, Germania Ovest.

## Vincitori e candidati
Vengono di seguito indicati in grassetto i vincitori.
Ove ricorrente e disponibile, viene indicato il titolo in lingua italiana e quello in lingua originale tra parentesi.
Miglior film
- Breve film sull'uccidere (Krótki film o zabijaniu), regia di Krzysztof Kieślowski ( Polonia)
- Arrivederci ragazzi (Au Revoir Les Enfants), regia di Louis Malle ( Francia)
- Il bosco animato (El bosque animado), regia di José Luis Cuerda ( Spagna)
- Voci lontane... sempre presenti (Distant Voices, Still Lives), regia di Terence Davies ( Regno Unito)
- Il cielo sopra Berlino (Der Himmel über Berlin), regia di Wim Wenders ( Germania)
- Iacob, regia di Mircea Daneliuc ( Romania)
- Pelle alla conquista del mondo (Pelle erobreren), regia di Bille August ( Danimarca/ Svezia)

Miglior film giovane
- Donne sull'orlo di una crisi di nervi (Mujeres al borde de un ataque de nervios), regia di Pedro Almodóvar ( Spagna)
- I giorni dell'eclisse (Dni zatmeniya), regia di Aleksandr Sokurov ( Unione Sovietica)
- Domani accadrà, regia di Daniele Luchetti ( Italia)
- Perdizione (Kárhozat), regia di Béla Tarr ( Ungheria)
- L'arciere di ghiaccio (Ofelas), regia di Nils Gaup ( Norvegia)
- Reefer and the Model, regia di Joe Comerford ( Irlanda)
- Stormy Monday - Lunedì di tempesta (Stormy Monday), regia di Mike Figgis ( Regno Unito)

Miglior attore
- Max von Sydow - Pelle alla conquista del mondo (Pelle erobreren)
- Udo Samel - Notturno (Mit meinen heißen Tränen)
- Alfredo Landa - Il bosco animato (El bosque animado)
- Klaus Maria Brandauer - La notte dei maghi (Hanussen)
- Dorel Visan - Iacob

Miglior attrice
- Carmen Maura - Donne sull'orlo di una crisi di nervi (Mujeres al borde de un ataque de nervios)
- Ornella Muti - Codice privato
- Carol Scanlan - Reefer and the Model
- Tinna Gunnlaugsdóttir - Í skugga hrafnsins

Miglior attore non protagonista
- Curt Bois - Il cielo sopra Berlino (Der Himmel über Berlin)
- Wojciech Pszoniak - Notturno (Mit meinen heißen Tränen)
- Helgi Skúlason - L'arciere di ghiaccio (Ofelas) e Í skugga hrafnsins
- Björn Granath - Pelle alla conquista del mondo (Pelle erobreren)
- Ray McBride - Reefer and the Model

Miglior attrice non protagonista
- Johanna ter Steege - Il mistero della donna scomparsa (Spoorloos)
- Freda Dowie - Voci lontane... sempre presenti (Distant Voices, Still Lives)
- Karin Gregorek - Einer trage des anderen Last
- Lene Brøndum - Hip hip hurra!

Miglior regista
- Wim Wenders - Il cielo sopra Berlino (Der Himmel über Berlin)
- Sergej Iosifovič Paradžanov - Asik Kerib - Storia di un ashug innamorato (Ashug-Karibi)
- Louis Malle - Arrivederci ragazzi (Au Revoir Les Enfants)
- Manoel de Oliveira - I cannibali (Os Canibais)
- Terence Davies - Voci lontane... sempre presenti (Distant Voices, Still Lives)

Miglior rivelazione
- Pelle Hvenegaard - Pelle alla conquista del mondo (Pelle erobreren)
- Michaela Widhalm - Notturno (Mit meinen heißen Tränen)
- Ondrej Vetchý - Dum pro dva
- Enrico Boetcher, Arnold Frühwald, Rupert J. Seidel e Stefan Wood - Das Mädchen mit den Feuerzeugen

Miglior sceneggiatura
- Louis Malle - Arrivederci ragazzi (Au Revoir Les Enfants)
- Manoel de Oliveira - I cannibali (Os Canibais)
- Terence Davies - Voci lontane... sempre presenti (Distant Voices, Still Lives)
- Franco Bernini, Daniele Luchetti e Angelo Pasquini - Domani accadrà
- Wolfgang Held - Einer trage des anderen Last

Miglior fotografia
- Mario Barroso - I cannibali (Os Canibais)
- Henri Alekan - Il cielo sopra Berlino (Der Himmel über Berlin)

Miglior scenografia
- Gogi Aleqsi-Meskhishvili, Niko Zandukeli e Shota Gogolashvili - Asik Kerib - Storia di un ashug innamorato (Ashug-Karibi)
- Félix Murcia - Donne sull'orlo di una crisi di nervi (Mujeres al borde de un ataque de nervios)

Miglior colonna sonora
- Terence Davies - Voci lontane... sempre presenti (Distant Voices, Still Lives)

Premio speciale della Giuria
- Yuri Khanin per la colonna sonora di I giorni dell'eclisse (Dni zatmeniya)
- Bernardo Bertolucci per il contributo culturale ed economico del film L'ultimo imperatore (The Last Emperor)

Premio al merito
- Richard Attenborough

Premio alla carriera
- Ingmar Bergman
- Marcello Mastroianni